# Mölntjärnet
Mölntjärnet är en sjö i Arvika kommun i Värmland och ingår i Göta älvs huvudavrinningsområde. Sjön är 4 meter djup, har en yta på 0,178 kvadratkilometer och befinner sig 135,6 meter över havet.

## Delavrinningsområde
Mölntjärnet ingår i det delavrinningsområde (663520-132144) som SMHI kallar för Mynnar i Gunnern. Medelhöjden är 228 meter över havet och ytan är 17,6 kvadratkilometer. Det finns inga avrinningsområden uppströms utan avrinningsområdet är högsta punkten. Vattendraget som avvattnar avrinningsområdet har biflödesordning 5, vilket innebär att vattnet flödar genom totalt 5 vattendrag innan det når havet efter 295 kilometer. Avrinningsområdet består mestadels av skog (87 procent). Avrinningsområdet har 0,35 kvadratkilometer vattenytor vilket ger det en sjöprocent på 2 procent.